# Bryonectria praetermissa
Bryonectria praetermissa är en svampart som först beskrevs av Döbbeler, och fick sitt nu gällande namn av Döbbeler 1998. Bryonectria praetermissa ingår i släktet Bryonectria och familjen Bionectriaceae.   Inga underarter finns listade i Catalogue of Life.